# Une femme avec une femme
Mujer contra mujer
Singles de Mecano
Hijo de la Luna
(1990)
Une femme avec une femme est une chanson du groupe espagnol Mecano, interprétée par Ana Torroja, parue en 1990. Il s'agit d'une adaptation en français de la chanson Mujer contra mujer parue dans l'album Descanso dominical en 1988 et qui raconte une histoire d'amour entre deux femmes.

## Historique
Cette chanson a d'abord existé en espagnol sous le titre Mujer contra mujer, écrite et composée par un des membres du groupe, José María Cano, et parue dans leur cinquième album, enregistré en 1988, Descanso dominical.
Pour percer en France, Mecano décida de collaborer avec le parolier Pierre Grosz, qui avait déjà écrit pour Elsa (Quelque chose dans mon cœur, Jour de neige). Grosz adapta leur chanson Mujer contra mujer pour en faire le single Une femme avec une femme. Le jeu de mots « Y lo que opinan los demás está de más » (« Ce qu'en pensent les autres (demás) est de trop (de más) ») disparait dans la version adaptée (transformé en : « Ce qu'ils en pensent ou disent ne pourrait rien y faire »).
La chanson a aussi été adaptée en italien (Per Lei contro di Lei), et devint le premier succès international de Mecano.
Le single entra dans le Top 50 français au numéro trente-quatre dans l'édition du 9 septembre 1990. Il grimpa rapidement à la première place où il resta trois semaines, et ne disparut du classement que le 16 février 1991 (22 semaines de présence dans le Top 50).
Mecano, qui s'était imposé en Espagne, devint le premier groupe espagnol à atteindre la première place dans les classements français. La chanson fut certifiée disque d'or en 1991 par la SNEP, pour un minimum de 250 000 copies vendues. D'après le site web Infodisc, ce single est le 601e single le plus vendu de tous les temps en France, avec 493 000 ventes.
La chanson traite du lesbianisme, vu à travers les yeux d'une amie, qui ne veut pas porter de jugement sur cette relation et préfère être tolérante. Le sujet était alors tabou en France, et avait à peine été effleuré auparavant,.
Le vidéoclip est tourné en noir et blanc et montre Ana Torroja chantant devant une clôture blanche. On y voit aussi les deux femmes qui s'aiment, elles portent une arme en fer qui présentent leurs différents points de vue sur le fait de cacher ou non leur homosexualité : l'une dit que ce n'est pas bien, tandis que l'autre dit qu'il vaut mieux ne pas se soucier de ce que disent les gens.
En 2003, la chanson a été reprise par l'artiste française Saya, qui atteignit la neuvième place au classement français des singles SNEP le 29 mars et le 5 avril 2003 et se maintint au classement pendant 17 semaines. Cette reprise est le deuxième titre sur son album À la Vie, sorti en 2003. Le 6 juin 2003, la chanson est certifiée disque d'argent (plus de 100 000 copies vendues) quatre mois après sa sortie, devenant le plus grand succès de Saya.
En octobre 2014, elle est reprise par Lara Fabian pour l'album collectif Les Enfants du Top 50.

## Liste des titres
| Version de Mecano 7" Single Ariola 1. Une femme avec une femme (4:05) 2. Mujer contra mujer (4:05) CD-Maxi 1. Une femme avec une femme (4:05) 2. Mujer contra mujer (4:05) 3. Hijo de la Luna (4:18) | Version de Saya CD-Single WEA Music 1. Une femme avec une femme (3:40) 2. Ils croyaient (3:31) |

## Classements et certifications

### Version de Mecano
| Classement (1990-1991) | Meilleure position |
| ---------------------- | ------------------ |
| France (SNEP)          | 1                  |
| Classement (2012)      | Meilleure position |
| France (SNEP)          | 148                |

| Pays          | Certification | Date | Ventes certifiées | Ventes réelles |
| ------------- | ------------- | ---- | ----------------- | -------------- |
| France (SNEP) | Or            | 1990 | 250 000           | 493 000        |

### Version de Saya
| Classement (2003)                       | Meilleure position |
| --------------------------------------- | ------------------ |
| Belgique (Wallonie Ultratop 50 Singles) | 17                 |
| France (SNEP)                           | 9                  |
| Suisse (Schweizer Hitparade)            | 35                 |

| Pays          | Certification | Date | Ventes certifiées | Ventes réelles |
| ------------- | ------------- | ---- | ----------------- | -------------- |
| France (SNEP) | Argent        | 2003 | 125 000           | 211 000        |